# Tescott (Kansas)
Tescott est une localité du comté d'Ottawa (Kansas), aux États-Unis. D'après le recensement des États-Unis de 2010, elle compte 319 habitants.
D'après le bureau du recensement des États-Unis, la ville couvre une superficie de 0,36 milles carrés (0,93 km2).

## Histoire
Tescott est fondée en 1866. La ville est nommée d'après T. E. Scott, un des premiers habitants,.